# الوم اسپرینگ (ویرجینیای غربی)
الوم اسپرینگ، غرب ویرجینیا (به انگلیسی: Alum Springs, West Virginia) یک شهر متروکه در ایالات متحده آمریکا است که در ویرجینیای غربی واقع شده‌ است.

## خصوصیات
الوم اسپرینگ ۷۱۱ متر بالاتر از سطح دریا واقع شده‌است.